# زیردریایی کلاس-جی (بریتانیا)
زیردریایی کلاس-جی (بریتانیا) (به انگلیسی: British G-class submarine) یک کلاس از زیردریایی است که طول آن ۵۷٫۵ متر (۱۸۹ فوت) می‌باشد.